# وولودیمر شمنکو
وولودیمر شمنکو (انگلیسی: Volodymyr Shamenko؛ زادهٔ ۸ اوت ۱۹۷۲) ژیمناست هنری اهل اوکراین بود.